# Galahad
Galahad — великобританская нео-прогрессив рок-группа, образовавшаяся в 1985 году в Борнмуте.

## История
Группа была сформирована в 1985, но серьёзное развитие начала в 1990. В 2012 году Galahad выпустили свой первый в истории виниловый альбом «Battle Scars» совместно с лейблом Ritual Echo Records. Один из основателей группы Рой Кейворт покинул её в марте 2017 года. Продюсер Карл Грум заменил Кейворта в альбоме Quiet Storms, который вышел в мае 2017 года.
В 2020 году «Галахад» выпустил 21-ю юбилейную версию «Following Ghosts». Расширенный релиз объединяет весь материал, связанный с «Following Ghosts», и состоит из трех компакт-дисков: недавно сведенной версии «Following Ghosts», взятой с оригинальных кассет, «Alternative Ghosts», включающей альтернативные версии треков из оригинального альбома.

## Состав группы
- Дин Бейкер: клавишные
- Рой Кейворт: гитара
- Спенсер Лакманн: ударные
- Стюарт Никольсон: вокал
- Ли Абрахам(дебютировал в 2017)[6]: бас, вокал

## Дискография

### Магнитоальбомы
- One Knight at Mr. Cs (1987)
- In a Moment of Madness: May 1989
- Otherworldly Pleasures (промо-запись, 1991)
- Other Crimes and Misdemeanours (1992)
- Suffering in Silence (промо-запись, 1992)
- Galahad’s Christmas Lecture (1993)
- In a Moment of Complete Madness (польская версия, 1993)
- Nothing Is Written (польская версия, 1993)
- Other Crimes & Misdemeanours II (1995)
- Not All There (польская версия, 1995)
- Sleepers (польская версия, 1995)
- Studio 95 Demo (демо-запись, 1995)
- Classic Rock Live (польская версия, 1996)
- Following Ghosts (польская версия, 1998)

### Студийные альбомы
- Nothing Is Written (1991)
- In a Moment of Complete Madness (1993)
- Sleepers (1995)
- Following Ghosts (1998)
- Year Zero (2002)
- Empires Never Last (2007)
- Battle Scars (2012)
- Beyond the Realms of Euphoria (2012)
- Quiet Storms (2017)
- Seas of Change (2018)
- The Last Great Adventurer (2022)
- The Long Goodbye (2023)

### Концертные альбомы
- Classic Rock Live (1996, переиздан под названием Two Classic Rock Lives в 2008)
- Resonance — Live in Poland 2006 (CD+DVD, 2006)
- Two Classic Rock Lives (2008)
- Sleepless in Phoenixville — Live at Rosfest (2009)
- Whitchurch Live 92/93 — Live Archives Vol. 2 (2012)
- Solidarity — Live in Konin (2015)
- Classic Rock Live: 1995,

### Сборники
- Decade (1997)
- Other Crimes and Misdemeanours II (1997)
- Other Crimes and Misdemeanours III (2001)
- Other Crimes and Misdemeanours (2008)
- Other Crimes & Misdemeanours II & III (2009)
- When Worlds Collide (2015)

### 7-дюймовые синглы
- Dreaming from the Inside/The Opiate (1987)
- Rollercoaster (1992)

### EP
- Voiceprint Radio Sessions EP (1994)
- Seize the Day (2014)
- Guardian Angel (2014)
- Mein Herz brennt (2014)
- 30 (2015)

### Цифровые синглы и EP
- Empires Never Last (2007)
- Galahad’s Christmas Lecture (2012)
- Battle Scars (2012)
- Beyond the Realms of Euphoria (2012)
- Seize the Day (EP, 2014)
- Guardian Angel (EP, 2014)
- Mein Herz brennt (EP, 2014)
- Empires Never Last — The Deluxe Edition (2015)
- Empires: A Curious Companion (2015)
- Seas of Change (2018)

### Концертные DVD
- Resonance — Live in Poland (2006)
- Whitchurch 92/93 — Live Archives Vol. 2 (2012)
- Solidarity — Live in Konin (2015)

### LP
- Battle Scars — Single Gatefold LP (2012)
- Beyond the Realms of Euphoria — Double Gatefold LP/EP (2012)
- Empires Never Last — Double Gatefold LP (2016)
- Seas of Change (2018)

### Прочие релизы
- Galahad Acoustic Quintet — Not All There (1995)
- Galahad Electric Company — De-Constructing Ghosts (альбом ремиксов, 1999)